# 張環 (弘治進士)
張環（1460年—？），字瑤夫，山西平陽府絳州絳縣人，軍籍，明朝政治人物。

## 生平
山西鄉試第二十一名舉人。弘治六年（1493年）中式癸丑科會試第二百六十九名，三甲第三十三名進士。先任直隶棗強縣知縣，历任镇安县知县、秦州知州。

## 家族
曾祖張益；祖父張政，府檢校；父張諝，母郭氏。慈侍下。弟張璉（贡士）。